# الطريق الوطني رقم 12 (الجزائر)
الطريق الوطني رقم 12 هو طريق وطني في الجزائر يربط بين وادي يسر ووادي الصومام، ما بين خليج الجزائر وخليج بجاية، مرورا بولايات بومرداس وتيزي وزو وبجاية.

## التاريخ
تم الشروع في إعادة بناء وتوسيع «الطريق البري التاريخي» العابر لمنطقة القبائل والرابط بين وادي يسر ووادي الصومام مباشرة بعد الاحتلال الفرنسي للجزائر.
وكان استلام مشروع «الطريق الوطني رقم 12» ما بين الثنية وبجاية خلال سنة 1909م على امتداد 173 كلم.

## المسار
يمر «الطريق الوطني رقم 12» عبر ثلاث ولايات جزائرية ساحلية في منطقة القبائل.
| رقم | ولاية بجاية  | ولاية تيزي وزو | ولاية بومرداس          |
| --- | ------------ | -------------- | ---------------------- |
| 01  | بجاية        | إعكوران        | الناصرية (لعزيب زعموم) |
| 02  | تالة حمزة    | عزازقة         | برج منايل              |
| 03  | وادي غير     | فريحة          | يسر                    |
| 04  | القصر        | مقلع           | سي مصطفى               |
| 05  | فناية الماثن | تيزي راشد      | الثنية                 |
| 06  | تيفرة        | إرجن           |                        |
| 07  | تاوريرت آغيل | تيزي وزو       |                        |
| 08  | آدكار        | ذراع بن خدة    |                        |
| 09  |              | تادمايت        |                        |

## الموقع
يقع «الطريق الوطني رقم 12» في التل الجزائري لمنطقة القبائل ما بين خليج الجزائر وخليج بجاية، ويربط بين وادي يسر ووادي الصومام.
وهذا الموقع الرائع غير بعيد عن الشريط الساحلي والواجهة البحرية الزواوية على امتداد 173 كلم، يجعل منه موقعا استراتيجيا ما بين جبال جرجرة والبحر الأبيض المتوسط.
يقع «الطريق الوطني رقم 12» إلى الغرب من مدينة بجاية وإلى الشرق من مدينة الجزائر منطلقا من منطقة الثنية.
ويقع هذا الطريق الوطني في منطقة موازية للأطلس التلي وجبال جرجرة.

## الطرق الوطنية

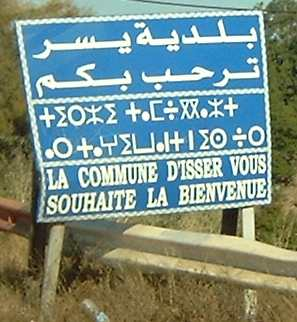
مدينة يسر

يتقاطع «الطريق الوطني رقم 12» مع العديد من الطرق الوطنية أثناء عبوره الولايات الجزائرية الساحلية الثلاثة في منطقة القبائل.
| رقم | ولاية بجاية                       | ولاية تيزي وزو                    | ولاية بومرداس        |
| --- | --------------------------------- | --------------------------------- | -------------------- |
| 01  | الطريق الوطني رقم 9               | طريق وطني 15 (الجزائر) [الفرنسية] | الطريق الوطني رقم 5  |
| 02  | الطريق الوطني رقم 24              | الطريق الوطني رقم 30              | الطريق الوطني رقم 25 |
| 03  | طريق وطني 26 (الجزائر) [الفرنسية] | الطريق الوطني رقم 34              | الطريق الوطني رقم 68 |
| 04  | الطريق الوطني رقم 75              | طريق وطني 71 (الجزائر) [الفرنسية] |                      |
| 05  |                                   | الطريق الوطني رقم 72              |                      |
| 06  |                                   | الطريق الوطني رقم 73              |                      |

## الوديان

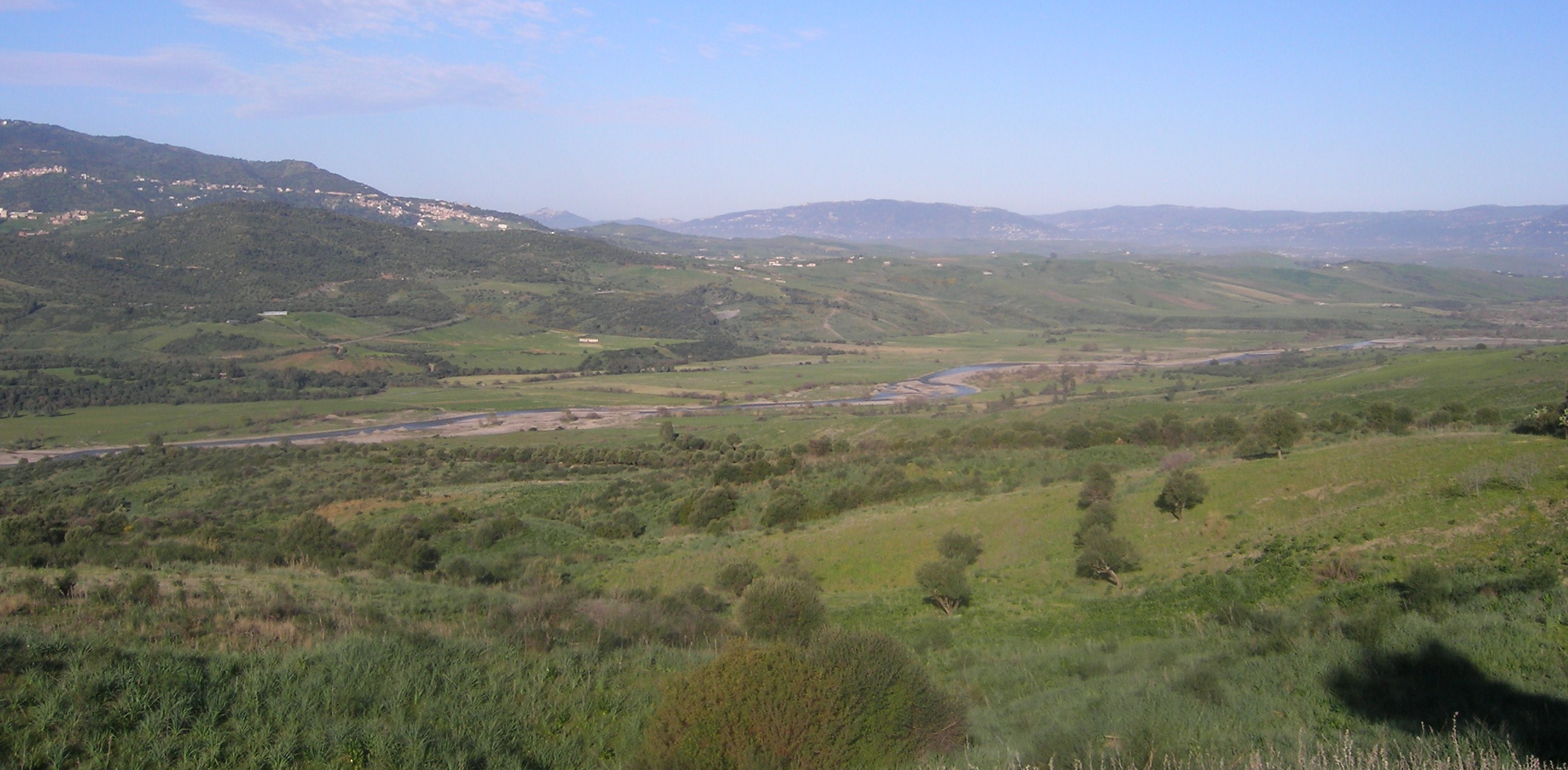
وادي سيباو

يمر «الطريق الوطني رقم 12» قرب العديد من مجاري المياه والوديان أثناء عبوره الولايات الجزائرية الساحلية الثلاثة في منطقة القبائل.
| رقم | ولاية بجاية            | ولاية تيزي وزو | ولاية بومرداس |
| --- | ---------------------- | -------------- | ------------- |
| 01  | وادي الصومام           | وادي عيسي      | واد سيباو     |
| 02  | وادي الساحل [الفرنسية] | واد سيباو      | وادي يسر      |
| 03  | وادي بوسلام            |                |               |

## المواقع الأثرية
يمر «الطريق الوطني رقم 12» قرب العديد من المواقع الأثرية أثناء عبوره الولايات الجزائرية الساحلية الثلاثة في منطقة القبائل.
| رقم | ولاية بجاية | ولاية تيزي وزو | ولاية بومرداس              |
| --- | ----------- | -------------- | -------------------------- |
| 01  |             |                | بنيان الصومعة [الفرنسية]   |
| 02  |             |                | قلعة بلاد قيطون [الفرنسية] |
| 03  |             |                | مغارات سوق الحد            |

### مواضيع ذات صلة
- وزارة الأشغال العمومية الجزائرية
- قائمة الطرق الوطنية في الجزائر
- قائمة الطرق السريعة في الجزائر
- قائمة الطرق الاجتنابية في الجزائر
- قائمة الطرق السيارة في الجزائر
- الوكالة الوطنية للطرقات السريعة في الجزائر